# رنی سیمز
رنی سیمز (به انگلیسی: Ernie Simms) بازیکن فوتبال زادهٔ ۲۳ ژوئیه ۱۸۹۱ اهل کشور انگلستان بود که سابقهٔ بازی در تیم ملی فوتبال انگلستان را در کارنامهٔ خود دارد. وی در تاریخ ۲۲ اکتبر ۱۹۲۱ تنها بازی ملی خود را در مقابل تیم ملی فوتبال ایرلند شمالی انجام داد.